# Resolució 351 del Consell de Seguretat de les Nacions Unides
La Resolució 351 del Consell de Seguretat de les Nacions Unides, aprovada per unanimitat el 10 de juny de 1974, després d'examinar l'aplicació de Bangladesh per a ser membre de les Nacions Unides, el Consell va recomanar a l'Assemblea general que la República Popular de Bangladesh fos admesa. La resolució fou aprovada sense votació.